# Frank G. Higgins
Francis Grant „Frank“ Higgins (* 28. Dezember 1863 in Hell Gate, Missoula County, Montana; † 15. Oktober 1905 in Portland, Oregon) war ein US-amerikanischer Politiker. Zwischen 1901 und 1905 war er Vizegouverneur des Bundesstaates Montana.

## Werdegang
Frank Higgins besuchte bis 1881 die öffentlichen Schulen seiner Heimat. Danach absolvierte er eine Militärschule in Faribault. Anschließend war er an der Phillips Exeter Academy in New Hampshire. Nach einem Jurastudium an der University of Michigan und seiner 1886 erfolgten Zulassung als Rechtsanwalt begann er in Missoula in diesem Beruf zu arbeiten. Während seines Studiums in Michigan spielte er erfolgreich College Football. Bereits Ende der 1880er Jahre gab er seinen Beruf als Anwalt auf und stieg in das Bankgewerbe ein. Dabei wurde er Präsident der Higgins Bank in Missoula. Gleichzeitig schlug er als Mitglied der Demokratischen Partei eine politische Laufbahn ein. In den Jahren 1889 und 1890 saß er als Abgeordneter im Repräsentantenhaus von Montana. 1892 wurde er Bürgermeister von Missoula. Im selben Jahr nahm er als Delegierter an der Democratic National Convention in Chicago teil, auf der Ex-Präsident Grover Cleveland als Präsidentschaftskandidat nominiert wurde.
Während des Spanisch-Amerikanischen Krieges von 1898 war Higgins in einer Kavallerieeinheit der United States Army. Dabei war er während des heißen Sommers in Georgia stationiert, wo er sich mit Malaria ansteckte. Im Jahr 1900 wurde er an der Seite von Joseph Toole zum Vizegouverneur von Montana gewählt. Dieses Amt bekleidete er zwischen 1901 und 1905. Dabei war er Stellvertreter des Gouverneurs und Vorsitzender des Staatssenats. Er starb am 15. Oktober 1905 in Portland an den Spätfolgen seiner Malariaerkrankung.